# Luděk Šeller
Luděk Šeller (* 11. Juli 1995 in Domažlice) ist ein tschechischer Skilangläufer.

## Werdegang
Šeller, der für den Dukla Liberec startet, nahm im Dezember 2011 in Horní Mísečky erstmals am Slavic Cup teil und belegte dabei den 44. Platz über 10 km Freistil und den 39. Rang über 10 km klassisch. Beim Europäischen Olympischen Winter-Jugendfestival 2013 in Predeal lief er auf den 43. Platz über 7,5 km klassisch und auf den 24. Rang im Sprint. Bei den Nordischen Junioren-Skiweltmeisterschaften 2014 im Val di Fiemme kam er auf den 36. Platz über 10 km klassisch, auf den 31. Rang im Sprint und auf den zehnten Platz mit der Staffel und bei den Nordischen Junioren-Skiweltmeisterschaften 2015 in Almaty auf den 56. Platz im Skiathlon, auf den 12. Rang im Sprint und auf den siebten Platz mit der Staffel. Sein Debüt im Weltcup hatte er im Januar 2014 in Nové Město, das er auf dem 80. Platz im Sprint beendete. Im Februar 2016 belegte er bei den U23-Weltmeisterschaften in Râșnov den 62. Platz über 15 km Freistil, den 35. Rang über 15 km klassisch und den 31. Platz im Sprint. In der Saison 2016/17 errang er mit sieben Top-Zehn-Platzierungen, den vierten Platz in der Gesamtwertung des Slavic Cups. Dabei erreichte er in Jablonec nad Nisou mit Platz drei über 3 km Freistil und Rang eins über 10 km klassisch seine ersten Podestplatzierungen im Slavic Cup. Bei den U23-Weltmeisterschaften 2017 in Soldier Hollow belegte er den 21. Platz im Sprint und bei den U23-Weltmeisterschaften 2018 in Goms den 39. Platz im Sprint und den 34. Rang über 15 km klassisch. Im Februar 2019 lief er bei den Nordischen Skiweltmeisterschaften in Seefeld in Tirol auf den 55. Platz im Sprint. In der Saison 2019/20 holte er im Sprint in Štrbské Pleso seinen zweiten Sieg im Slavic Cup und errang zum Saisonende den neunten Platz in der Gesamtwertung des Slavic Cups.
In der folgenden Saison holte Šeller mit dem 24. Platz im Sprint in Ruka und den 22. Platz im Sprint in Dresden seine ersten Weltcuppunkte und errang bei den Nordischen Skiweltmeisterschaften in Oberstdorf den 24. Platz im Sprint und den achten Platz zusammen mit Michal Novák im Teamsprint. Im folgenden Jahr lief er bei den Olympischen Winterspielen in Peking auf den 29. Platz im Sprint und zusammen mit Michal Novák auf den 14. Rang im Teamsprint.

## Teilnahmen an Weltmeisterschaften und Olympischen Winterspielen

### Olympische Spiele
- 2022 Peking: 14. Platz Teamsprint klassisch, 29. Platz Sprint Freistil

### Nordische Skiweltmeisterschaften
- 2019 Seefeld in Tirol: 54. Platz Sprint Freistil
- 2021 Oberstdorf: 8. Platz Teamsprint Freistil, 24. Platz Sprint klassisch
- 2023 Planica: 9. Platz Teamsprint Freistil, 15. Platz Staffel, 23. Platz Sprint klassisch
- 2025 Trondheim: 46. Platz Sprint Freistil

## Platzierungen im Weltcup

### Weltcup-Statistik
Die Tabelle zeigt die erreichten Platzierungen im Einzelnen.
- 1.–3. Platz: Anzahl der Podiumsplatzierungen
- Top 10: Anzahl der Platzierungen unter den ersten zehn
- Punkteränge: Anzahl der Platzierungen innerhalb der Punkteränge
- Starts: Anzahl gelaufener Rennen in der jeweiligen Disziplin
- Hinweis: Bei den Distanzrennen erfolgt die Einordnung gemäß FIS.

| Platzierung               | Distanzrennen a | Distanzrennen a | Distanzrennen a | Distanzrennen a | Distanzrennen a | Skiathlon Verfolgung | Sprint | Etappen- rennen b | Gesamt | Team   | Team    |
| Platzierung               | ≤ 5 km          | ≤ 10 km         | ≤ 15 km         | ≤ 30 km         | > 30 km         | Skiathlon Verfolgung | Sprint | Etappen- rennen b | Gesamt | Sprint | Staffel |
| ------------------------- | --------------- | --------------- | --------------- | --------------- | --------------- | -------------------- | ------ | ----------------- | ------ | ------ | ------- |
| 1. Platz                  |                 |                 |                 |                 |                 |                      |        |                   |        |        |         |
| 2. Platz                  |                 |                 |                 |                 |                 |                      |        |                   |        |        |         |
| 3. Platz                  |                 |                 |                 |                 |                 |                      |        |                   |        |        |         |
| Top 10                    |                 |                 |                 |                 |                 |                      |        |                   |        | 3      | 1       |
| Punkteränge               |                 |                 |                 |                 |                 |                      | 22     |                   | 22     | 10     | 1       |
| Starts                    |                 | 4               | 3               |                 |                 | 1                    | 48     |                   | 56     | 10     | 1       |
| Stand: Saisonende 2024/25 |                 |                 |                 |                 |                 |                      |        |                   |        |        |         |

### Weltcup-Gesamtplatzierungen
| Saison  | Gesamt | Gesamt | Sprint | Sprint |
| Saison  | Punkte | Platz  | Punkte | Platz  |
| ------- | ------ | ------ | ------ | ------ |
| 2020/21 | 36     | 80.    | 36     | 40.    |
| 2021/22 | 30     | 86.    | 30     | 49.    |
| 2022/23 | 246    | 69.    | 246    | 29.    |
| 2023/24 | 108    | 103.   | 108    | 50.    |
| 2024/25 | 111    | 109.   | 111    | 47.    |

## Siege bei Continental-Cup-Rennen
| Nr. | Datum             | Ort                     | Disziplin        | Serie      |
| --- | ----------------- | ----------------------- | ---------------- | ---------- |
| 1.  | 25. Februar 2017  | Jablonec nad Nisou      | 10 km klassisch  | Slavic-Cup |
| 2.  | 28. Dezember 2019 | Štrbské Pleso           | Sprint Freistil  | Slavic-Cup |
| 3.  | 17. Dezember 2022 | St. Ulrich am Pillersee | Sprint klassisch | Alpencup   |